# Eeva Maija Viljo

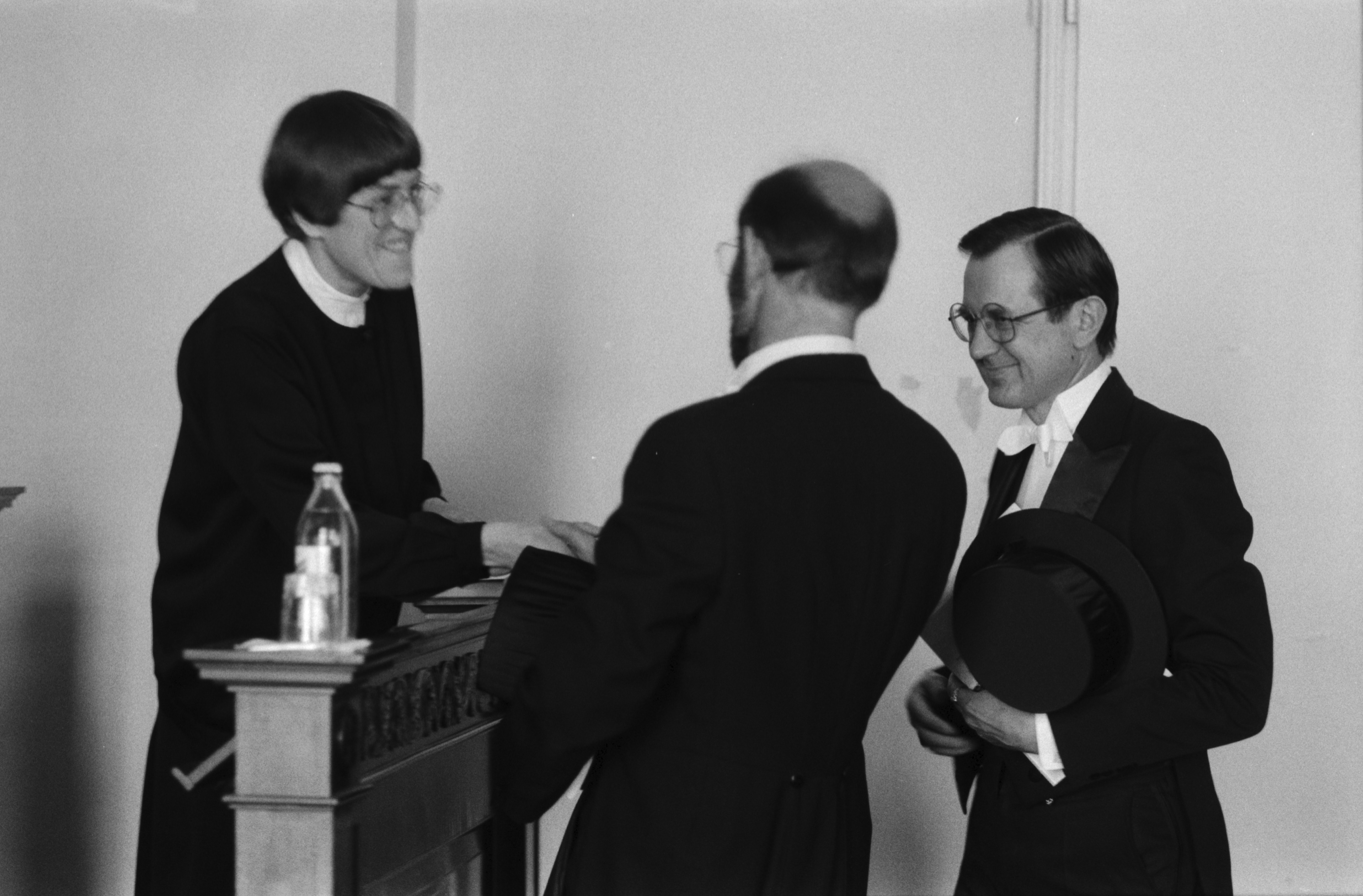
Eeva Maija Viljo (till vänster).

Eeva Maija Viljo, född 9 december 1939 i Heinola, är en finländsk konsthistoriker. 
Viljo blev filosofie doktor 1985 på en avhandling om Theodor Höijer, var tillförordnad professor i konsthistoria vid Åbo Akademi 1986–1989, biträdande professor vid Jyväskylä universitet 1989–1999 och professor vid Åbo universitet 1998–2003. Hon har varit inriktad på arkitekturhistoria och bland annat skrivit Åbo teaterhus 150 år (1989, tillsammans med Lena Nyman och Clas Zilliacus).